# 1880 en ingénierie
Cet article présente les faits marquants de l'année 1880 en ingénierie.

## Évènements
- 27 janvier : l’inventeur américain Thomas Edison dépose une demande de brevet pour une lampe à incandescence  électrique à filament de bambou carbonisé[1].

- 19 mars : le chimiste allemand Adolf von Baeyer brevète un procédé pour produire artificiellement de l’indigo. Ce brevet et les brevets de perfectionnement qui suivent sont cédés à la BASF pour leur exploitation[2]. La production industrielle débute en 1897[3].

- 4 juin : l'inventeur Émile Reynaud fait la démonstration du praxinoscope à projection devant la Société française de photographie[4].
- 27 août : Theodor Pixis obtient un brevet pour un procédé de photogravure pour reproduire des tableaux[5].
- Thomas Burberry invente la gabardine. Il en dépose le brevet en 1888[6].

## Naissances
- 26 février : Kenneth Edgeworth (mort en 1972), astronome, économiste et ingénieur irlandais.
- 21 août : Hervé Budes de Guébriant (mort en 1972), ingénieur agronome.

## Décès
- 3 mai : Jonathan Lane (né en 1819), astrophysicien et inventeur américain.